# Osterdock (Iowa)
Osterdock es una ciudad ubicada en el condado de Clayton en el estado estadounidense de Iowa. En el Censo de 2010 tenía una población de 59 habitantes y una densidad poblacional de 49,52 personas por km².

## Geografía
Osterdock se encuentra ubicada en las coordenadas 42°43′53″N 91°9′28″O / 42.73139, -91.15778. Según la Oficina del Censo de los Estados Unidos, Osterdock tiene una superficie total de 1.19 km², de la cual 1.19 km² corresponden a tierra firme y (0%) 0 km² es agua.

## Demografía
Según el censo de 2010, había 59 personas residiendo en Osterdock. La densidad de población era de 49,52 hab./km². De los 59 habitantes, Osterdock estaba compuesto por el 94.92% blancos, el 0% eran afroamericanos, el 0% eran amerindios, el 0% eran asiáticos, el 0% eran isleños del Pacífico, el 0% eran de otras razas y el 5.08% pertenecían a dos o más razas. Del total de la población el 3.39% eran hispanos o latinos de cualquier raza.